# Skottlands damlandslag i basket
Skottlands damlandslag i basket (engelska: Scotland women's national basketball team) representerar Skottland i basket på damsidan. Laget deltog första gången i Europamästerskapet 1956

### Fotnoter
1. ↑  Todor Krastev (19 mars 1956). ”Women Basketball V European Championship 1956 Prague (TCH) - 02-10.06 Winner Soviet Union” (på engelska). Sport Statistics. http://todor66.com/basketball/Europe/Women_1956.html. Läst 23 juni 2015.